# Nicolae Rotaru (scriitor)
Nicolae Rotaru (n. 28 martie 1950, Glâmbocata, comuna Leordeni, Argeș, România) este un scriitor și jurnalist român, membru al Uniunii Scriitorilor din România și al Uniunii Ziariștilor Profesioniști.
A publicat peste 120 de cărți de poezie, proză, eseistică și alte genuri. A fost director al mensualului Pentru Patrie editat de Ministerul de Interne și este profesor universitar, specialist în comunicare, psihosociologie și manangement organizațional.
Este și un rebusist asiduu (autor a peste o mie de careuri și a numeroase probleme de enigmistică), titular de rubrică în revista Rebus și fost membru al cercului rebusist de performanță Club XXI.
Localitatea Glâmbocata l-a desemnat Cetățean de Onoare, iar județul Argeș l-a ales „Fiu al Argeșului".

## Biografie
Se naște pe 28 martie 1950, ca fiu al soților Constantin și Constantina (născută Nițu) Rotaru, agricultori, în comuna Glîmbocata (azi sat al comunei Leordeni), județul Argeș.
În 1969 este absolvent (bacalaureat) al Liceul „Vladimir Streinu”, Găești. Este selecționat pentru concursul de admitere la o școală militară de ofițeri din Sibiu.
În 1973 este repartizat ofițer instructor la Școala de radiotelegrafiști din Câmpina a Trupelor de Securitate.
În 1974 se căsătorește cu profesoara Zoe Rotaru, născută pe plaiurile lui natale și stabilită cu familia în comuna suburbană Voluntari, București.
În 1981 este absolvent de studii militare superioare, primește gradul de căpitan și revine în CTS, unde e numit șef de secție.
În 1985 câștigă (cu numele tăinuit într-un moto) alt treilea concurs (de debut!) cu proză scurtă (Editura Facla, Timișoara). Grupajul de povestiri Răstimpuri apare în volumul colectiv Gustul livezii, girat de Ion Marin Almăjan. Primește „Premiul CC al UTC” pentru poeziile publicate în Scânteia tineretului.
În 1990 reușește să termine Facultatea de Jurnalism și Științele Comunicării a Universității din București (noua denumire a Ziaristicii din incinta „odioasă” de la Leu!) și e avansat locotenent-colonel (la termen). Devine membru al Uniunii Scriitorilor din România girat de Gh. Tomozei, Ov. S. Crohmălniceanu, E. Simion, N. Stănescu, M. Sorescu, M. Micu și H. Zincă. 
În 1991 devine membru (fondator) al Uniunii Ziariștilor Profesioniști.
În 1993 este redactor-șef la revista „Pentru Patrie”. Membru al stafului UZP, cu responsabilitate privindu-i pe ziariștii militari.
În 1998 devine șef de serviciu (Comunicare, Educație, Cultură) în Comandamentul Național al Jandarmeriei.
În 1999 primește Premiul Editurii MI pentru eseistică (volumul Compendiu etic, pe care-l redactează împreună cu soția sa, devenită între timp, ofițer în Direcția de Tradiții, educație, cultură și sport din MI).
În 2002 primește Premiul Editurii MI pentru colecția de autor „Biblioteca Jandarmului”, din care va scoate zece cărți (câte una pe an). Este decorat cu Ordinul Virtutea Militară în rang de Cavaler.
În 2003 își ia doctoratul  în sociologia comunicării cu teza Comunicarea în organizațiile militare în situații de criză, pe care o adaptează editorial și o publică sub titlul Criză și dialog.
În 2005 devine conferențiar universitar, cadru didactic (angajat civil) la Academia Națională de Informații a SRI și, la retragerea din rândul cadrelor militare active, primește Ordinul Ziariștilor Clasa I Aur al UZP și Diploma de Onoare a USR (Asociația Scriitorilor București). 
În 2018 este ales membru al stafului Filialei București Literatură pentru Copii și Tineret al USR, este fondator-vicepreședinte și purtător de cuvânt al Partidului Neamul Românesc.

## Cărți publicate
Nicolae Rotaru a publicat peste 125 de volume.
- 1984 - Statui de humă, poezie (vol. „9 poeți”), Editura Cartea Românească.
- 1985 - Răstimpuri, proză scurtă (vol. „Gustul livezii”), Editura Facla.
- 1986 - Semne de armă, povestiri, (red.Mariana Avanu), Editura Militară.
- 1989 - Lumina zilei, proză scurtă, (red. Marcel Tolcea), Editura Facla.
- 1991 - Front de inimi, povestiri, (red. Firiță Carp), Editura Militară.
- 1991 - Petale de sidef, poezii pentru copii, (prefață Ludovic Roman), Editura Făt Frumos.
- 1993 - Destine arestate, povestiri, (prefață Eugen Simion), Editura Militară.
- 1993 - Moarte de probă, roman polițist, (red. Aurel Maria Baros), Editura AMB.
- 1995 - Bârlogul teroriștilor, proză scurtă polițistă, (red. Claudiu Istrate), Editura M.I..
- 1996 - Proprietarii de iluzii, proză scurtă,  (red. C. Vremuleț), Editura Porto Franco.
- 1996 - Ultima dorință, roman polițist, (red. Firiță Carp), Editura Militară.
- 1996 - Criminal de elită, roman polițist,  (red. Aurel Maria Baros), Editura AMB.
- 1996 - Muzeul muzelor, poezie, (prefață Gheorghe Tomozei), Editura Sagittarius.
- 1996 - Eternitate aproximativă, poezie, (pref. I. Dodu Bălan), Editura Florile Dalbe.
- 1997 - Emoții cărunte, poezie,  (red. Constantin Sorescu), Editura Fiat lux.
- 1997 - Alibiul inutil, roman polițist, (redactor Firiță Carp), Editura Militară.
- 1998 - Uitarea de mine, poezie, (redactor Ioan I. Iancu), Editura Helicon.
- 1999 - Noaptea de apoi, nuvelă polițistă, (pref. Alexandru Piru), Editura Paco.
- 1999 - Îngerii de oțel, roman, (redactor Ovidiu Enculescu), Editura RAO.
- 1999 - Amintirile unui terorist (Dosarul Romida), memorialistică,, Editura Timpolis.
- 1999 - Deceniul Secsy , poezii, (redactor Ioan I. Iancu), Editura Helicon.
- 1999 - Compendiu etic, eseistică, (redactor Claudiu Istrate), Editura M.I..
- 2000 - Aripi de hârtie, haiku-uri (în patru limbi), (red. proprie), Editura Ar-Thema.
- 2000 - Cufăr de soldat, povestiri, (prefață George Șovu), Editura M.I..
- 2000 - Tandem liric, poezie, (prefață Mircea Micu) (redactare proprie), Editura Artprint.
- 2000 - Cartușiera mov, publicistică, (pref. Doru Spătaru), Editura Timpolis.
- 2001 - În armura legii, povestiri, (prefață George Arion), Editura M.I..
- 2001 - Dincolo de Styx, proză scurtă, (prezentare Victor Atanasiu), Editura RAO.
- 2001 - Pașii fără urmă, poezie, (redactare proprie), Editura Diagonal.
- 2002 - Cartușiera roz, publicistică, (pref. Florentin Popescu), Editura M.I..
- 2002 - Dincolo de ieri, povestiri, (pref. D. R. Popescu), Editura M.I..
- 2002 - Picături de mir, aforisme, (pref. Marius Tupan), Editura Fd.Rev.Jandarmeriei.
- 2002 - Frate cu dracul, roman polițist, (redactor Ion Aramă), Editura Phobos.
- 2002 - Comunicarea în organizații militare, eseistică, Editura Tritonic.
- 2002 - Bis in idem, poezie, (prefață Nicolae Dragoș) (împreună cu Ilie Gorjan), Editura Anastasia-Ina.
- 2003 - Cartușiera gri, publicistică, (redactor Mioara Andrei), Editura RAO.
- 2003 - Calea de mijloc, povestiri, (pref. Corneliu Leu ), Editura M.I..
- 2003 - Viață expirată, poezie, (redactor Melania Cincea), Editura Timpolis.
- 2003 - Criză și dialog, eseistică, (prefață Ilie Bădescu), Editura RAO.
- 2004 - Eroism de veghe, proză & poezie, (pref. Ștefan Mitroi), Editura MAI.
- 2004 - Cartea picilor, poezii pentru copii, Editura Contrast.
- 2004 - Penița de bronz, poezii, (redactare proprie), Editura Apollon.
- 2004 - Cine, ce, cum, când, autointerviu I, (pref.C.Bălăceanu-Stolnici), Editura Fd.Rev. Jandarmeriei.
- 2004 - Cartușiera bej, publicistică, (prefață Fănuș Neagu), Editura Detectiv.
- 2004 - Răspântia, roman, (Cartea întâi a Trilogiei de lut), Editura RAO.
- 2004 - Renașteri, roman, (Cartea a doua a Trilogiei de lut), Editura RAO.
- 2004 - Ruinele, roman, (Cartea a treia a Trilogiei de lut), Editura RAO.
- 2005 - Linia de sosire, povestiri, (prefață Paul Everac), Editura MAI.
- 2005 - Mirabile dictu (101 nemuritori), portrete literare, Editura Detectiv.
- 2005 - Carcera de oase, poezie, (Tom 1 Trilogia de foc) (pref. Ion Rotaru), Editura RAO.
- 2005 - Istoria umbrei, poezie, (Tom 2 Trilogia de foc) (pref. George Stanca), Editura RAO.
- 2005 - Fântâna de leac, poezie, (Tom 3 Trilogia de foc) (pref.N.Dan Fruntelată), Editura RAO.
- 2005 - Psi-leadership, eseistică, (redactare proprie), Editura ANI.
- 2005 - Comunicarea în organizațiile militare, eseistică, (ed.II), Editura Tritonic.
- 2006 - Rău de înălțime, rondeluri, (pref. Radu Cârneci), Editura MAI.
- 2006 - Lider și actant, eseistică, (pref. Traian Liteanu), Editura ANI.
- 2006 - Psi-management, eseistică , (pref. Constantin Stoica), Editura ANI.
- 2006 - Psi-sociologie, eseistică, (pref. Ioan Chiș), Editura ANI.
- 2006 - Bucurii simple, poezie, (Val 1 Trilogia de apă), Editura RAO.
- 2006 - Dispensa de a fi, poezie, (Val 2 Trilogia de apă), Editura RAO.
- 2006 - Poemele topleβ, poezie, (Val 3 Trilogia de apă), Editura RAO.
- 2006 - Cartușiera uni, publicistică, (pref. Horia Gârbea), Editura Detectiv.
- 2007 - Informație și metode, eseuri/spețe, (pref. Gheorghe Toma) (împreună cu Teodoru Ștefan), Editura ANI.
- 2007 - Omul din coșmar, roman, (pref. A. Titu Dumitrescu), Editura MAI.
- 2007 - Psi-comunicare, eseistică, (pref. Cr. Fl. Popescu), Editura ANI.
- 2007 - Cartușiera fov, publicistică, (pref. Vasile Ursache), Editura Detectiv.
- 2007 - Criză și comunicare, eseistică, (redactor Firiță Carp) (împreună cu Pavel Abraham), Editura Detectiv.
- 2007 - Terra teribilă, fapt divers, (pref. D.T.Popa), Editura Timpolis.
- 2007 - Topul de hârtie, versuri, (Inspirația primă, Trilogia de aer), Editura RAO.
- 2007 - Amor cu năbădăi, versuri, (Inspirația secundă, Trilogia de aer), Editura RAO.
- 2007 - Polifem ceacâr, versuri, (Inspirația terță, Trilogia de aer), Editura RAO.
- 2007 - Army Sociology, eseistică, (pref. Cristian Troncotă), Editura ANI.
- 2008 - Al șaselea simț, povestiri, (pref. Anghel Andreescu), Editura MIRA.
- 2008 - Art management, eseistică, (pref. Constantin Onișor), Editura ANI.
- 2008 - Cartușiera siv, publicistică, (pref. Pavel Abraham), Editura Detectiv.
- 2008 - Duhul zborului, ode și poeme, (Vol. 1 Trilogia de duh), Editura RAO.
- 2008 - Duhul amorului, idile și haiku-uri, (Vol. 2 Trilogia de duh), Editura RAO.
- 2008 - Duhul duelului, epigrame și satire, (Vol. 3 Trilogia de duh), Editura RAO.
- 2008 - Psi-Securitate, eseistică, (prefață Gheorghe Teodoru Ștefan), Editura ANI.
- 2009 - Călimara cu tuș, momente, (redactare proprie), Editura ANI.
- 2009 - Cartușiera red, publicistică, (postfață Petre Fluerașu), Editura Detectiv.
- 2009 - Zodii de pământ, povestiri, (redactor Firiță Carp), Editura Detectiv.
- 2010 - Cine, ce, când, cum, autointerviu II, (redactor Mihaela Ștefan), Editura ANI.
- 2010 - Communication, eseistică, (redactare proprie), Editura ANI “MV”.
- 2011 - Dușman de clasă, publicistică, (redactor Firiță Carp), Editura Detectiv.
- 2011 - Verbeleacerbe, eseistică, (pref. C. Fl. Popescu) (împreună cu Pavel Abraham), Editura Zigotto.
- 2012 - Viu post mortem, roman, (redactor Firiță Carp), Editura Detectiv.
- 2012 - Fosforescențe (Careu de valeți), versuri, (red. Firiță Carp), Editura Detectiv.
- 2012 - Plata Domnului (Valiza cu poeme), versuri, (pref. George Țărnea), Editura Detectiv.
- 2013 - Încă octombrie, roman, (red. Firiță Carp), Editura Detectiv.
- 2013 - Casa păcatelor, proza scurtă, (pref. Niculae Iancu), Editura ANI”MV” .
- 2014 - Uzina de otravă, roman, (red. BogdanHrib), Editura Tritonic.
- 2014 - Ofranda inimii, versuri, (redactare proprie), Editura ANI „MV”.
- 2014 - Cine, ce, cui, unde, auto interviu III,, Editura ANI” MV”.
- 2014 - Hola, Catalunya!, carte de călătorie, (pref. Firiță Carp), Editura Detectiv.
- 2015 - Kalimera, Elada!, carte de călătorie, (pref. Ion Brad), Editura Detectiv.
- 2015 - Satul de sub sat, roman, (red. proprie), Editura ANI”MV”.
- 2015 - Lira și stiloul, versuri, (red. proprie), Editura ANI”MV”.
- 2015 - Spasiba, Rossia!, carte de călătorie, (pref. Neagu Udroiu), Editura Detectiv.
- 2015 - Coaste de ocean, epică de călătorie, (Tom. 1 Evadări din rai), Editura RAO.
- 2015 - Drumul robilor, epică de călătorie, (Tom. 2 Evadări din rai), Editura RAO.
- 2015 - Semnul mirării, epică de călătorie, (Tom. 3 Evadări din rai), Editura RAO.
- 2015 - Cizma și opinca, epică de călătorie, (Tom. 4 Evadări din rai), Editura RAO.
- 2015 - Din Beneluxger, epică de călătorie, (Tom. 5 Evadări din rai), Editura RAO.
- 2016 - A doua tinerețe (A scrie scriere), tablete, (postf. Șt. Dimitriu), Editura Detectiv Literar.
- 2016 - Ornic de cobalt (Pulsul Patriei), versuri, (red. proprie), Editura ANIMV.
- 2016 - Zece veri de vis (Din Luca citire), poezii pentru copii, (red. proprie), Editura Detectiv Literar.
- 2016 - Rezervor de har, momente, (postfață Val Uban), Editura ANI”MV”.
- 2016 - Cine, ce, cât, de ce, auto-interviu IV, (redactare proprie), Editura ANI”MV”.
- 2017 - Poet fără Pegas (La masa muzelor), versuri, (Vol 1 Poeme curative), Editura Detectiv Literar.
- 2017 - Tchau, Portugal! epică de călătorie,, Editura Detectiv Literar.
- 2017 - Criză și comunicare (împreună cu Mihaela Ștefan) ed. II, Editura Detectiv Literar.
- 2017 - Erev tov, Israel!(Pământul sfânt), Editura Detectiv Literar.
- 2018 - Pegas fără poet (Câini de bazalt), versuri (Vol 2 Poeme curative), (pref. Dinu Săraru), Editura Contrast.
- 2019 - Confesionalul (Cicucecâcucâu), auto-interviu vol. V, Editura Inspirescu.
- 2019 - Efectul de seră (Note și tablete), Editura Tritonic.
- 2019 - Rudele de sânge (Trilogia humei, cartea III), povestiri, Editura UZPR.
- 2019 - Zbor de fluturi, proze, cartușe bumbi, Editura UZPR.
- 2019 - Bard Rătăcitor (Atelier de vise), versuri (Vol 3 Poeme curative), (pref. Ion Horea), Editura Fast Editing.
- 2020 - Un poet general (Foamea argilei), versuri (Vol 4 Poeme curative), Editura Fast Editing.
- 2020 - Iubire de bunic (Zmeie de hârtie), aforisme, Editura Zorio.
- 2020 - Ferma de spioni (Cartea muților), nuvelă, Editura Fast Editing.
- 2020 - Amalgam de haos (Ceea ce nu știți), roman, Editura RAO.
- 2020 - Cură de clipiri (Leac de plictis), momente, Editura RAO.
- 2021 - Risipa de nopți (Coronavirusul), versuri, Editura Fast Editing.
- 2021 - Dubito, ergo cogito (Jurnal de criză), tablete și note, Editura Fast Editing.